# Umetni horizont
Umetni horizont (tudi indikator položaja) je instrument, ki na simboličen način prikazuje lego letala glede na obzorje. V zraku instrument kaže nagib letala okoli vzdolžne in prečne osi in je eden od najpomembnejših instrument v letalu  in modernega letalstva si brez njega praktično ne moremo predstavljati.

## Opis instrumenta
Obzorje (oziroma horizont) je na instrumentu prikazano z dvema poljema - zgornje polje (bele ali modre barve) prikazuje nebo, spodnje (rjave ali črne barve) pa površino. Na tej kroglici je v stopinjah prikazana tudi lega nosa letala glede na horizont. V sredini instrumenta je postavljen obris letala, s pomočjo katere pilot pozna lego letala tudi, če zemeljskega horizonta ne vidi, na primer ponoči ali pri letenju v oblakih. 

## Način delovanja
Bistveni del instrumenta je giroskopska vrtavka, ki je vpeta v giroskopsko ohišje, kar omogoča prosto premikanje v vseh ravninah. Vrtavka je gnana s pomočjo vakuuma (pnevmatski sistem) ali električno. Pri manjših letalih je bolj v uporabi prvi način, pri večjih pa drugi. Ta giroskop pa je vezan na kroglico, ki prikazuje horizont. Ko se vrtavka začne vrteti, kaže vedno nepomično smer v prostoru tudi ob manevrih letala. Seveda pa se giroskop ob hitrejšem manevru ne more stabilizirati takoj, zato je potreben določen čas, da kaže pravilno situacijo.
Da pa instrument pravilno prikazuje lego, ga je ob morebitnem odstopanju na ravni površini treba popravljati s posebnim gumbom. Ravno tako pa imajo nekateri instrumenti dodan gumb, ki  blokira premikanje vrtavke in s tem preprečuje poškodbe giroskopa ob skrajnih manevrih (akrobatsko letenje). Novejši instrumenti imajo namesto klasičnega mehanskega giroskopa laserske giroskope ali giroskope, izdelane v polprevodniški tehnologiji. Te podatke obdeluje računalnik, ki jih prikaže na zaslonu.
Na podobnem načelu kot umetni horizont delujejo utripače pri nekaterih letečih žuželkah, kjer sodelujejo pri vzdrževanju ravnotežja med letom.